# Игрежа-Нова (Алагоас)
Игрежа-Нова (порт. Igreja Nova)  —  муниципалитет в Бразилии, входит в штат Алагоас. Составная часть мезорегиона Восток штата Алагоас. Входит в экономико-статистический  микрорегион Пенеду.
Праздник города — 31 мая.

## География
Климат местности: умеренный.